# Phelliogeton
Phelliogeton is een geslacht van zeeanemonen uit de klasse van de Anthozoa (bloemdieren). 

## Soorten
- Phelliogeton falklandicus Carlgren, 1927
- Phelliogeton kerguelensis Carlgren, 1928